# Uukuniemi
Uukuniemi este o fostă comună din Finlanda.